# Correns
Correns es una comuna francesa situada en el departamento de Var, en la región de Provenza-Alpes-Costa Azul.

## Demografía
| 472 | 462 | 414 | 521 | 569 | 661 | 906 |
| Para los censos de 1962 a 1999 la población legal corresponde a la población sin duplicidades (Fuente: INSEE [Consultar]) |     |     |     |     |     |     |